# 1894年4月6日日食
1894年4月6日日食为一次在协调世界时1894年4月6日出現的全環食。該次日食食分為1.0001，食甚維持0分1秒。

## 概述
這次日食的食分是1.0001，全環食維持0分1秒。

## 基本參數
- 類型：全環食
- 食甚資料：
  - 日期：1894年4月6日
  - 時間：3時53分41秒
  - 地點：37N 102E
  - 食分：1.0001
  - 日全環食持續時間：0分1秒

## 外部連結
- NASA日食專頁（页面存档备份，存于）（英文）